# Deutsch-Hannoversche Partei
Die Deutsch-Hannoversche Partei (DHP), auch Welfen genannt, war eine konservativ-föderalistische Partei in Preußen und im Deutschen Reich. Daneben gab es noch Welfenparteien in Braunschweig.

## Preußen und Kaiserreich

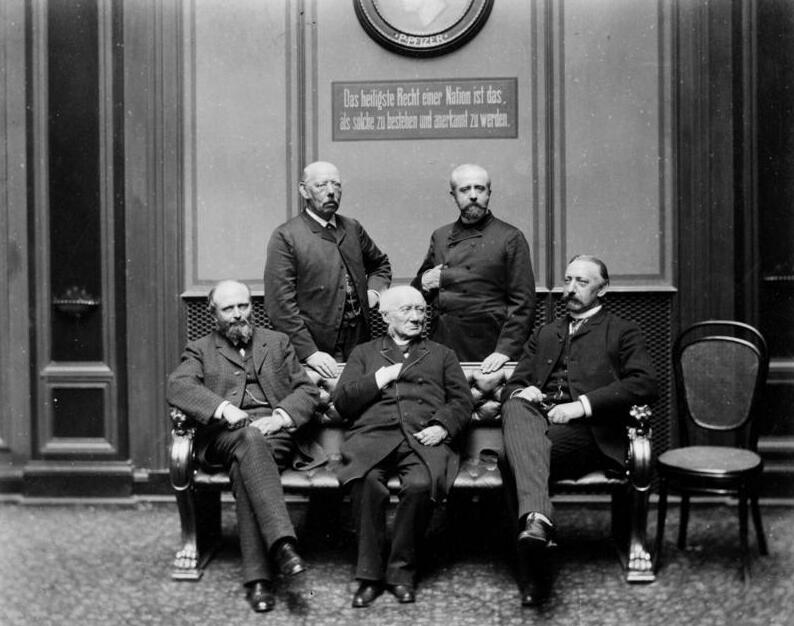
Abgeordnete der DHP-Gruppe um Ludwig Windthorst im Reichstagsgebäude, ca. 1889, 1. Reihe (sitzend): Freiherr Heinrich Langwerth von Simmern, Ludwig Windthorst (Mitte), Baron v. Werner von Arnswaldt-Hardenbostel, 2. Reihe (stehend): Baron Hermann von Arnswaldt-Böhme, Georg von der Decken

Die Partei wurde 1869 aus Protest gegen die Annexion des Königreiches Hannover durch Preußen und die Beschlagnahmung des Welfen-Vermögens (Welfenfonds) gegründet. Sie strebte die Restauration der welfischen Dynastie an und wurde daher auch „Welfenpartei“ genannt. Die konservativ-lutherisch geprägte Partei war antipreußisch und vor allem in Nord- und Osthannover stark verankert. Unter den führenden Politikern befanden sich zahlreiche Adelige. Im Reichstag des Kaiserreichs schlossen sich die Abgeordneten der Partei regelmäßig als Hospitanten der Fraktion des Zentrums an. Ihr Reichstagsabgeordneter Ludwig Brüel, ein enger Freund des Zentrumsführers Ludwig Windthorst, war 1892 maßgeblich an den Verhandlungen über die Rückgabe des Welfenfonds beteiligt. Parteiführer (= Vorsitzender des Direktoriums des hannoverschen Wahlvereins, so die Eigenbezeichnung) war von 1890 bis 1898 Georg von der Decken (1836–1898), MdR 1890–1898.
Die Partei war in jedem Reichstag mit einer stark schwankenden Zahl von Mandaten vertreten (zwischen zwei und elf), was auf das im Kaiserreich geltende Wahlrecht zurückzuführen ist, das eine Stichwahl vorsah, wenn kein Kandidat im ersten Wahlgang die absolute Mehrheit erreichte. Durch Wahlabsprachen der Parteien für die Stichwahl konnte eine Diskrepanz zwischen Stimmen- und Mandatsanteil entstehen. Prozentual sank der Zuspruch der Wähler von 1,9 im Jahre 1871 auf 0,7 bei den Wahlen 1912.

## Weimarer Republik
Nach 1918 setzte die DHP sich für ein von Preußen unabhängiges Hannover als Gliedstaat des Deutschen Reiches ein. Während des Kapp-Putsches versuchte die DHP in einem eigenen Putschversuch, dem sogenannten „Welfenputsch“, mit zwei Kompanien der Hannoverschen Legion in der Nacht vom 15. auf den 16. März 1920 das Stadtschloss in Hannover zu stürmen. Der Putschversuch endete bereits am 17. März mit der Entwaffnung der Bürgerwehren durch die Reichswehr unter Militärbefehlshaber General von Hülsen. Eine 1924 durchgeführte Vorabstimmung für die Unabhängigkeit Hannovers scheiterte, u. a. durch starken staatlichen Druck auf Beamte, Presse usw. Danach setzte ein Niedergang der Partei ein, wobei die protestantischen „Welfen“ in Osthannover zur DNVP und zur NSDAP gingen, die katholischen „Welfen“ im Osnabrücker Raum und dem Emsland zum Teil, wie der Landtagsabgeordnete Wilhelm Borgmann aus dem emsländischen Lorup, zum Zentrum.
Während in den Anfangsjahren der Weimarer Republik die Partei in einzelnen Landkreisen noch absolute oder gar Zweidrittelmehrheiten bei den Reichstagswahlen verzeichnete, gingen die Stimmenzahlen schon Ende der 1920er Jahre deutlich zurück und sanken 1932 erstmals unter die für die Gewinnung eines Reichstagsmandats nötigen 60.000.
1933 löste sich die DHP auf, um dem Verbot durch die Nationalsozialisten zuvorzukommen.

### Reichstagswahlergebnisse
| Wahlen             | Stimmen | Stimmanteil | Mandate |
| ------------------ | ------- | ----------- | ------- |
| 19. Januar 1919    | 077.226 | 0,2 %       | 1       |
| 6. Juni 1920       | 319.108 | 1,1 %       | 5       |
| 4. Mai 1924        | 319.792 | 1,1 %       | 5       |
| 7. Dezember 1924   | 262.691 | 0,9 %       | 4       |
| 20. Mai 1928       | 195.555 | 0,6 %       | 4       |
| 14. September 1930 | 144.286 | 0,4 %       | 3       |
| 31. Juli 1932      | 046.927 | 0,1 %       | 0       |
| 6. November 1932   | 063.966 | 0,2 %       | 1       |
| 5. März 1933       | 047.743 | 0,1 %       | 0       |

### Reichstagsabgeordnete
- Ludwig Alpers (1866–1959)
- Hermann Colshorn (1853–1931)
- Heinrich Langwost (1874–1944)
- Carl Sievers (1867–1925)
- August Hampe (1866–1945)
- Heinrich Meyer (1878–1948)
- Friedrich Wilhelm Nolte (1880–1952)
- August Arteldt (1870–1948)
- Adolf Freiherr von Hammerstein-Loxten (1868–1939)

## Bundesrepublik Deutschland
Nach 1945 trat die „Niedersächsische Landespartei“ (1947 umbenannt in „Deutsche Partei“) die Nachfolge der DHP an. In Niedersachsen stark verankert, stellte sie hier mit ihrem Vorsitzenden Heinrich Hellwege von 1955 bis 1959 den Ministerpräsidenten. Auf Bundesebene koalierte sie mit der CDU und war mit Ministern in der Bundesregierung vertreten.
1953 gründeten einige DP-Dissidenten eine neue DHP, die jedoch erfolglos blieb. Sie schloss sich 1962 wieder der „Rest-DP“ an, einem Flügel, der sich nicht an der GDP beteiligte. Einziger Vorsitzender dieser Kleinstpartei war Hans Wilhelm Griemsmann. Diese DHP beteiligte sich an den niedersächsischen Landtagswahlen 1955 und erhielt 0,3 % der gültigen Stimmen. 1957 stellte sie gemeinsam mit dem Zentrum die niedersächsische Landesliste der Föderalistischen Union (FU). Ihr Mitglied Hermann Predöhl war im Rahmen des Wahlbündnisses in den Bundesvorstand der FU gewählt worden.

## Deutsch-hannoverscher Volkskalender
Von 1898 bis 1933 war die Partei Herausgeberin des Deutsch-hannoverschen Volkskalenders.